# Alpheus lanceostylus
Alpheus lanceostylus är en kräftdjursart som först beskrevs av A. H. Banner 1959.  Alpheus lanceostylus ingår i släktet Alpheus och familjen Alpheidae. Inga underarter finns listade i Catalogue of Life.